# Robert O'Brien
Robert O'Brien,  ameriški dirkač Formule 1, * 11. april 1908, Lyndhurst, New Jersey, ZDA, † 10. februar 1987, Hackensack, New Jersey.
V svoji karieri je nastopil le na dirki za Veliko nagrado Belgije v sezoni 1952, ko je z dirkalnikom Simca-Gordini Type 15 lastnega privatnega moštva sicer končal dirko, toda zaradi zaostanka več kot šestih krogov za zmagovalcem ni bil uvrščen. Umrl je leta 1987.

## Popolni rezultati Formule 1
(legenda) (odebeljene dirke pomenijo najboljši štartni položaj, poševne pa najhitrejši krog, †-uvrščen kljub odstopu)
| Leto | Moštvo         | Šasija                | Motor                    | 1   | 2   | 3      | 4   | 5  | 6   | 7   | 8   | Prv | Toč |
| ---- | -------------- | --------------------- | ------------------------ | --- | --- | ------ | --- | -- | --- | --- | --- | --- | --- |
| 1952 | Robert O'Brien | Simca-Gordini Type 15 | Simca-Gordini Straight-4 | ŠVI | 500 | BEL NC | FRA | VB | NEM | NIZ | ITA | -   | 0   |